# Заклимок
Закли́мок — село в Україні, Сумській області, Роменському районі. Населення становить 208 осіб. Входить до складу Хмелівської сільської громади. До 2020 орган місцевого самоврядування - Хмелівська сільська рада.

## Географія
Село Заклимок розташоване на правому березі річки Хмелівка, вище за течією на відстані 1.5 село Хмелів, нижче за течією на відстані 2.5 км села Велика Бутівка та Басівка, на протилежному березі — село Солодухи (зняте з обліку в 1994 році).
По селу тече струмок, що пересихає. Поруч пролягають автомобільні шляхи Т 1907 і Т 1916.

## Історія
Село постраждало внаслідок геноциду українського народу, проведеного урядом СРСР 1923–1933 та 1946–1947 роках.
12 червня 2020 року, відповідно до розпорядження Кабінету Міністрів України № 723-р «Про визначення адміністративних центрів та затвердження територій територіальних громад Сумської області», село увійшло до складу Хмелівської сільської громади.
19 липня 2020 року, в результаті адміністративно-територіальної реформи та ліквідації Роменського району(1930-2020), громада увійшла до складу новоутвореного Роменського району.

## Населення

### Мова
Розподіл населення за рідною мовою за даними :
| Мова       | Кількість | Відсоток |
| ---------- | --------- | -------- |
| українська | 207       | 99.52%   |
| російська  | 1         | 0.48%    |
| Усього     | 208       | 100%     |